# Pajzs csillagkép

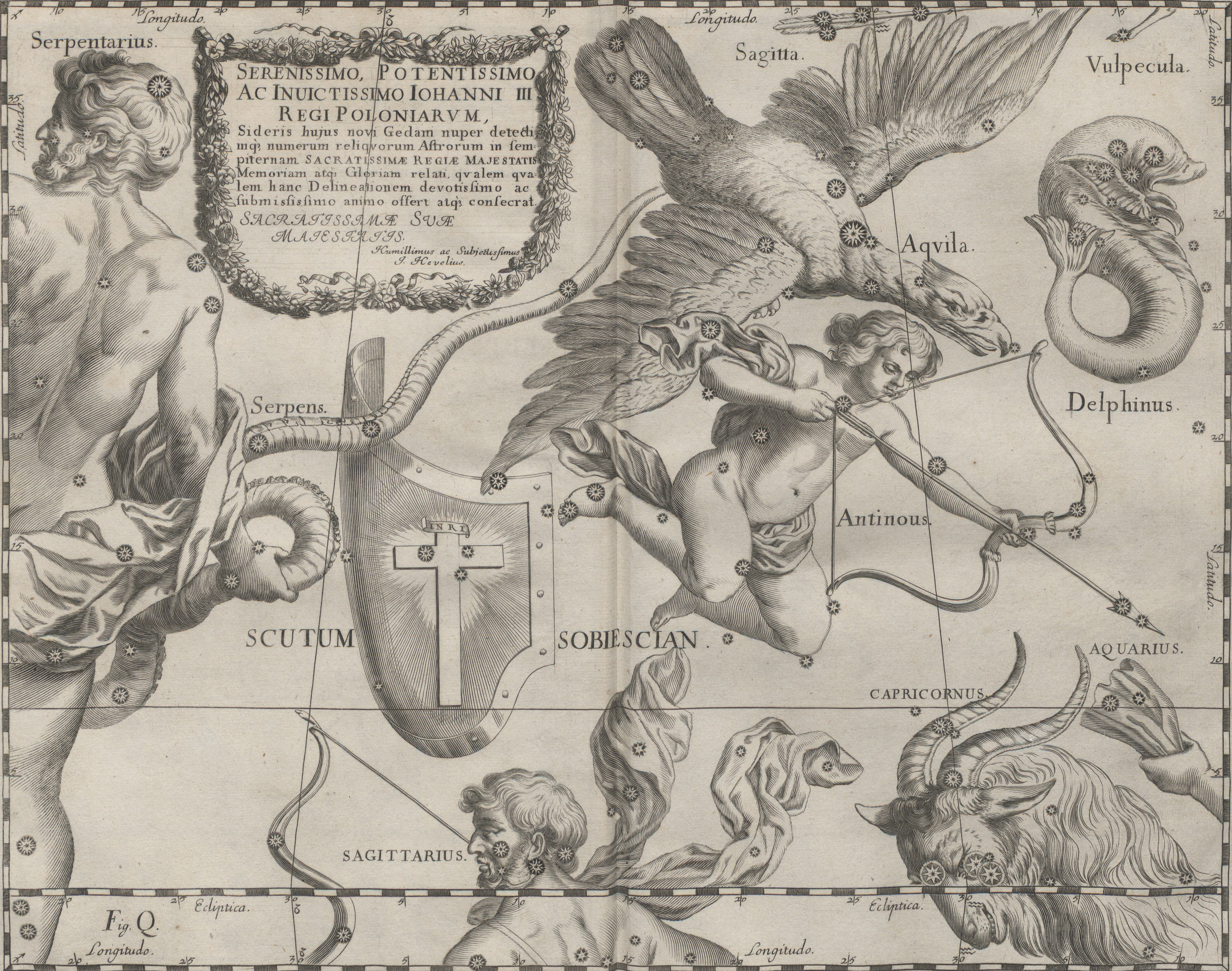
A Pajzs csillagkép

A Pajzs (latin: Scutum) egy csillagkép.

## Története, mitológia
1690-ben alkotta meg Johannes Hevelius. Az eredeti neve Scutum Sobiescii volt (Sobieski pajzsa), III. Sobieski János lengyel király tiszteletére.

## Látnivalók

### Csillagok
- α Scuti: 175 fényév távolságra lévő, 3,9 magnitúdós, sárgásfehér színű csillag.
- ß Sct: negyedrendű, sárga óriáscsillag, körülbelül 690 fényévnyire van a Földtől.

### Változócsillagok
- δ Sct: a fényrendje 4 óra 40 perces periódussal 4,6-4,7 magnitúdó között változik. A távolsága mintegy 190 fényév.
- R Sct: sárga óriáscsillag, a fényessége 20 hetes periódusban 4,2m - 8,6m között változik. Az RV Tauri típusú csillagok egyik képviselője.

### Mélyég-objektumok
- Messier 11 (Vadkacsa-halmaz), nyílthalmaz
- Messier 26 (NGC 6694), nyílthalmaz
- NGC 6712, gömbhalmaz
- IC 1295, planetáris köd

## Fordítás
- Ez a szócikk részben vagy egészben  a   Scutum című angol Wikipédia-szócikk fordításán alapul.  Az eredeti cikk szerkesztőit annak laptörténete sorolja fel. Ez a jelzés csupán a megfogalmazás eredetét és a szerzői jogokat jelzi, nem szolgál a cikkben szereplő információk forrásmegjelöléseként.